# Sèvres – Babylone (Métro Paris)

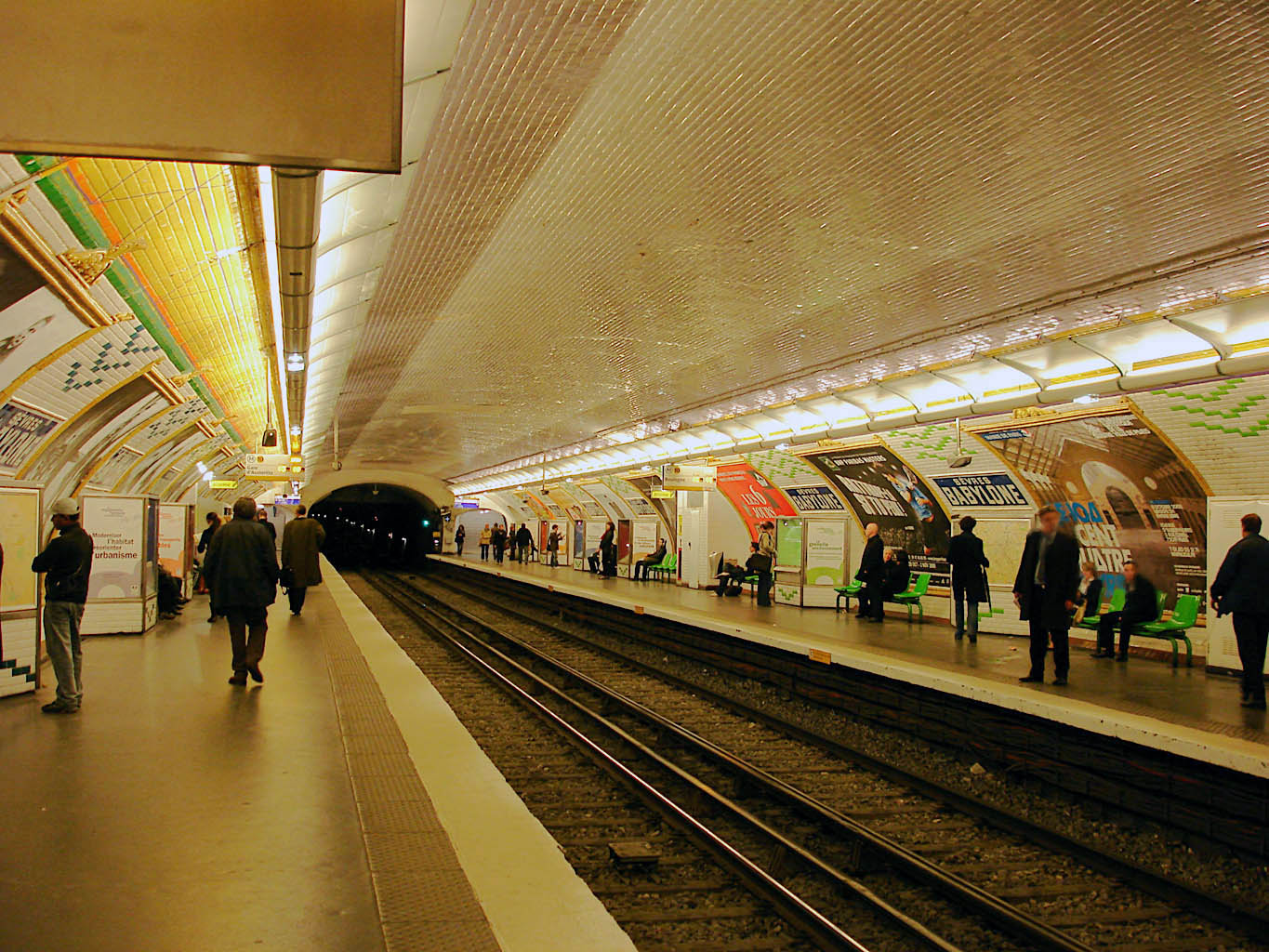
Station der Linie 10

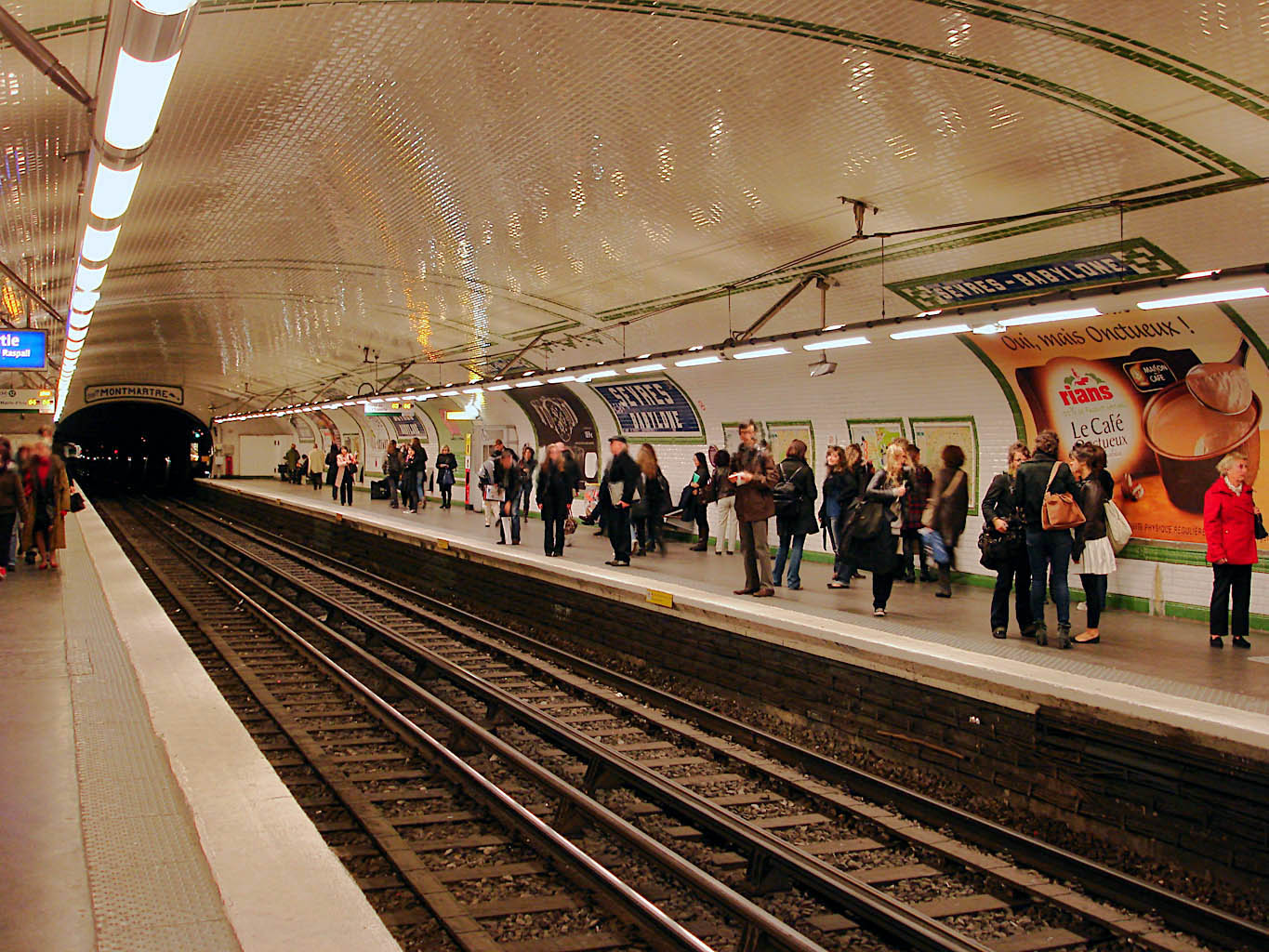
Station der Linie 12, Blickrichtung Nord

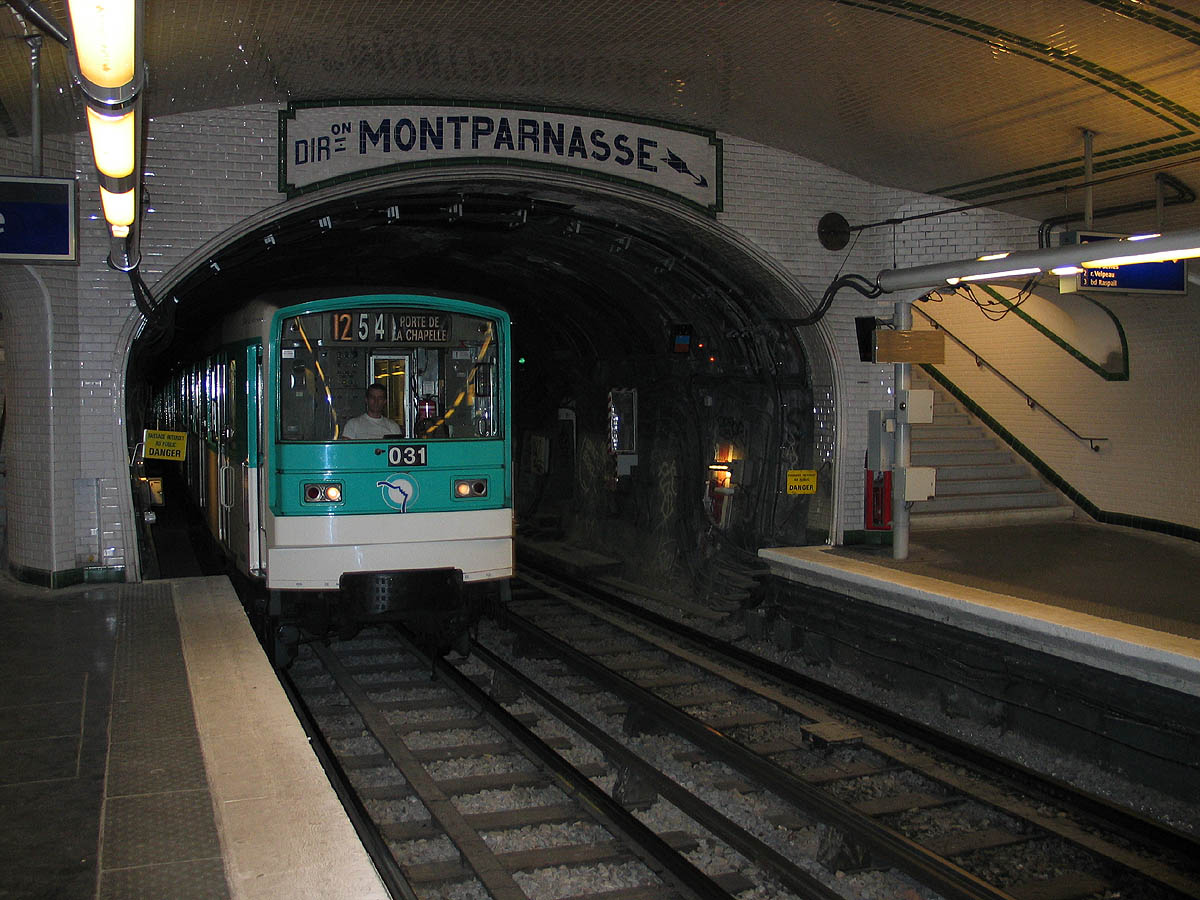
Einfahrender Zug der Baureihe MF 67 der Linie 12

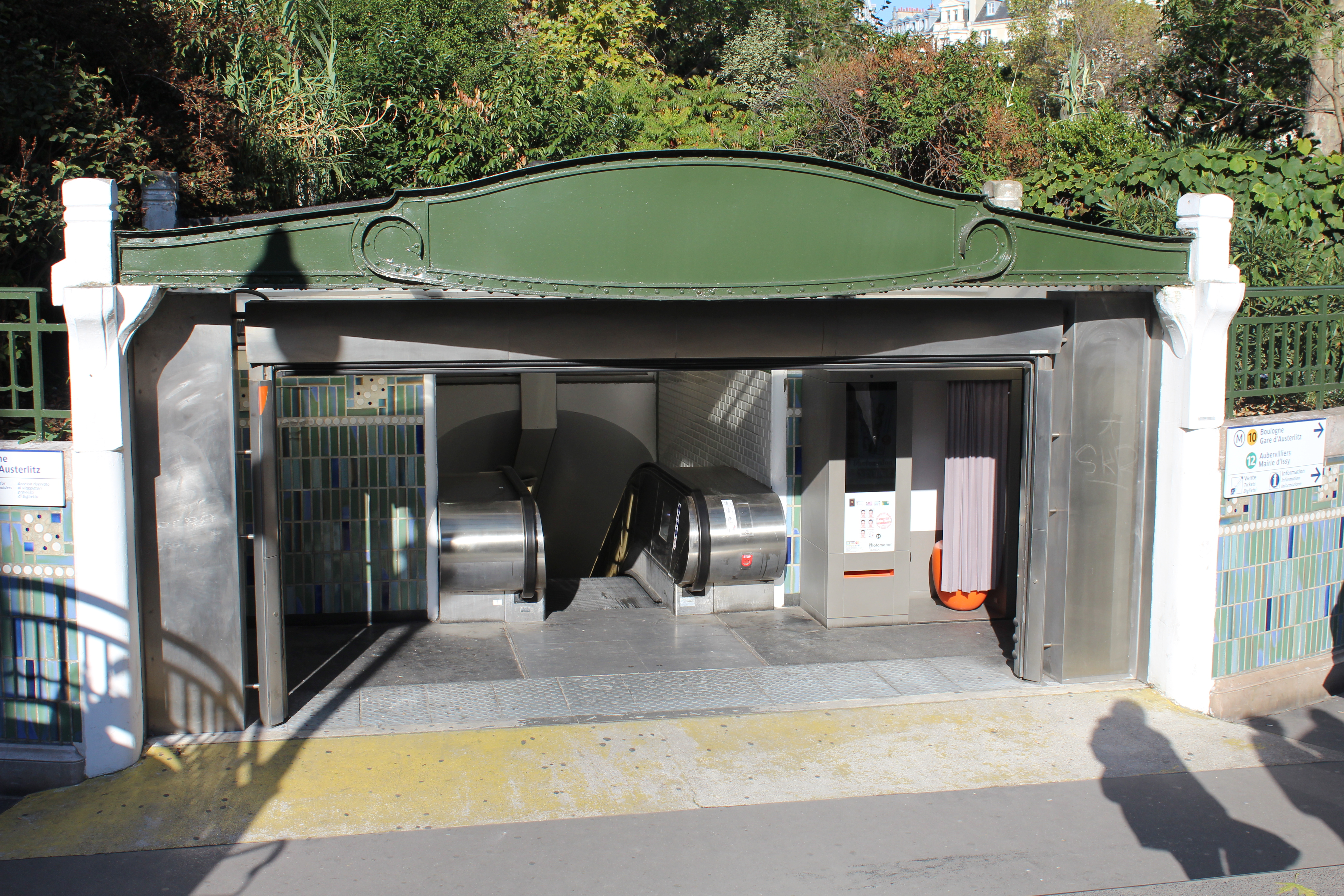
Zugang mit Rolltreppe an der Ecke Rue de Sèvres / Rue Velpeau, im Hintergrund der Park Square Boucicaut

Sèvres – Babylone [sɛvʁ babilɔn] ist ein unterirdischer Umsteigebahnhof der Pariser Métro. Er wird von den Linien 10 und 12 bedient.

## Lage
Der U-Bahnhof befindet sich an der Grenze des Quartier Notre-Dame-des-Champs des 6. Arrondissements und des Quartier Saint-Thomas-d’Aquin des 7. Arrondissements von Paris.

## Name
Seinen Namen hat der Bahnhof von der Rue de Sèvres, unter der die Station der Linie 10 liegt. Sèvres ist ein südwestlicher Vorort von Paris im Département Hauts-de-Seine. Den zweiten Namensteil steuert die von ihr abzweigende Rue de Babylone bei. Die Ruinen der antiken Stadt Babylon befinden sich im heutigen Irak. 1638 wurde Jean Duval, der in der Rue de Grenelle mehrere Gebäude besaß, als Bernard de Sainte Thérèse Bischof von Babylon. Im Jahr 1810 ist die Rue de Grenelle bereits als Rue de Babylone erwähnt.
Bis zur Eröffnung der Station der Linie 10 im Jahr 1923 trug der U-Bahnhof den Namen „Sèvres“ bzw. „Sèvres-Croix Rouge“.

## Geschichte
Der U-Bahnhof wurde am 5. November 1910 mit der Eröffnung der Linie A der Société du chemin de fer électrique souterrain Nord-Sud de Paris (Nord-Sud) in Betrieb genommen. Deren erster Abschnitt verlief von der Station Porte de Versailles zur Station Notre-Dame-de-Lorette. Am 30. Dezember 1923 wurde die Station der Linie 10 der Compagnie du chemin de fer métropolitain de Paris (CMP) unter dem Namen „Babylone“ eröffnet. Kurz danach wurden beide Stationen verbunden und erhielten den heutigen Namen. 1930 wurden die Strecken der Nord-Sud von der CMP übernommen, die vormalige Linie A wurde am 27. März 1931 zur Linie 12.

## Beschreibung
Beide Stationen liegen unter elliptisch gewölbten Decken und haben jeweils zwei Seitenbahnsteige an zwei Streckengleisen. Die Station der Linie 10 liegt unterhalb der Rue de Sèvres, westlich des Boulevard Raspail. Ihre Strecke unterfährt die der Linie 12 nahezu rechtwinklig. Die Station der Linie 12 befindet sich längs unter dem Boulevard Raspail nördlich der Rue de Sèvres. Typisch für die U-Bahnhöfe der Nord-Sud wurde sie etwas prunkvoller als die Stationen der CMP erbaut, zudem ist sie wegen der ursprünglich vorhandenen Oberleitung geringfügig höher. Während bei der CMP-Bauart die Seitenwände der Krümmung der Ellipse folgen, verlaufen die Wände der Nord-Sud-Station im unteren Bereich vertikal. Zwischen beiden Strecken existieren keine Verbindungsgleise.
Je nach Linie wird der ursprüngliche Namensteil auf den Bahnhofsschildern größer als der Zusatz geschrieben: „Sèvres“ in der Station der Linie 12 und „Babylone“ bei der Linie 10.
Es gibt drei Zu- bzw. Ausgänge, darunter zwei mit Rolltreppen.

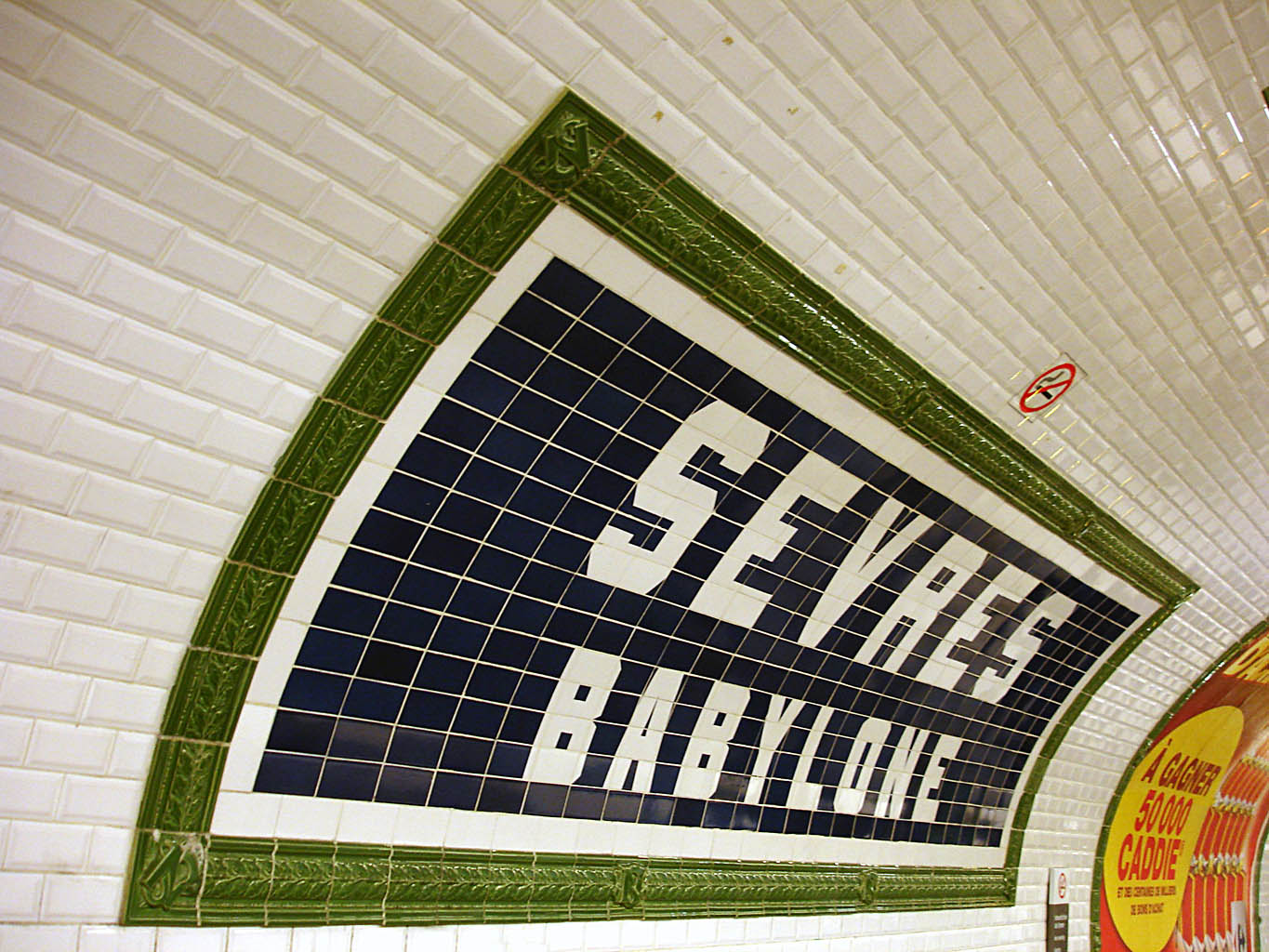
Stationsschild der Linie 12, Betonung des Namensteils „Sèvres“
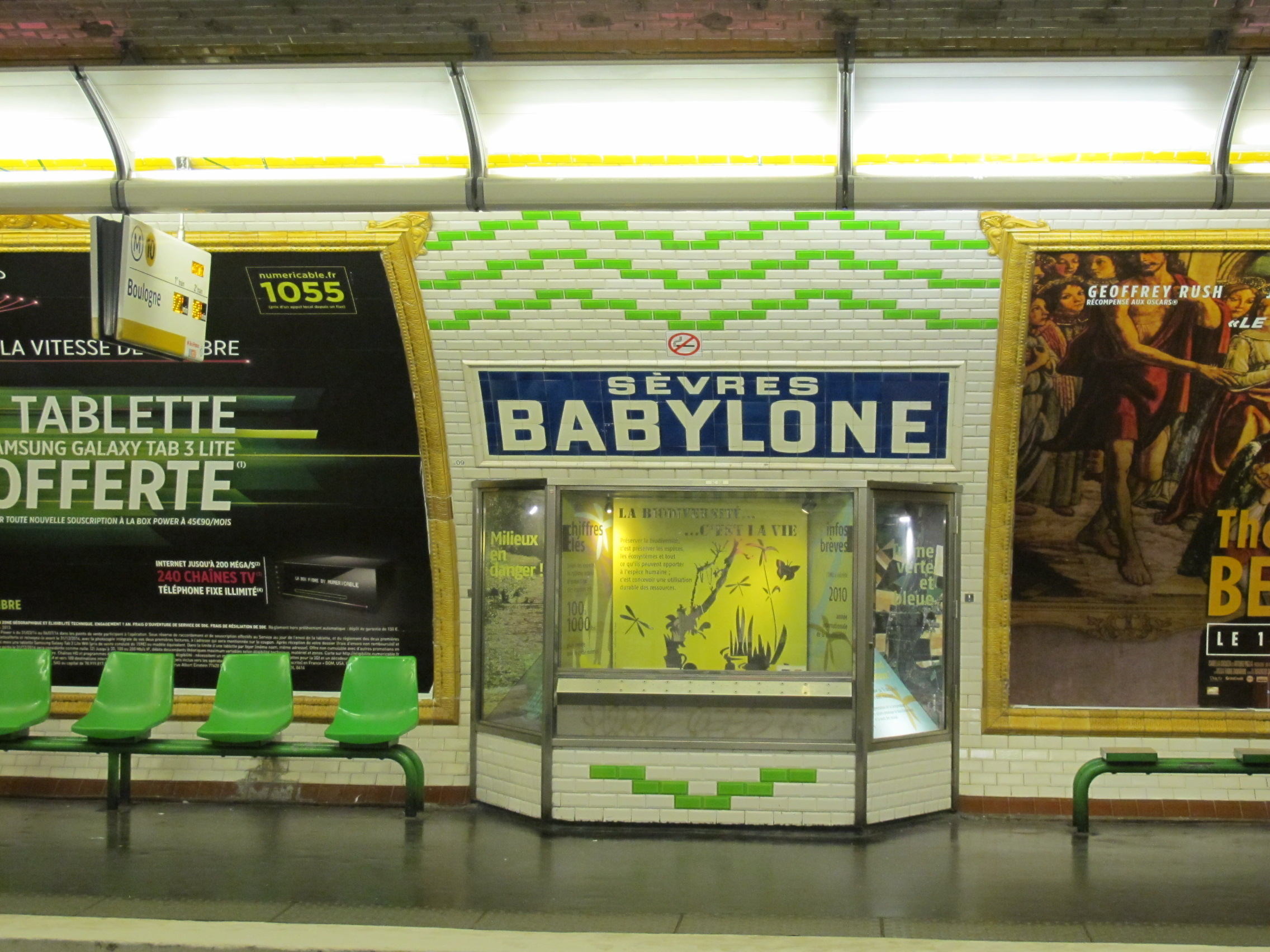
Die Stationsschilder der Linie 10 betonen den zweiten Teil des Namens
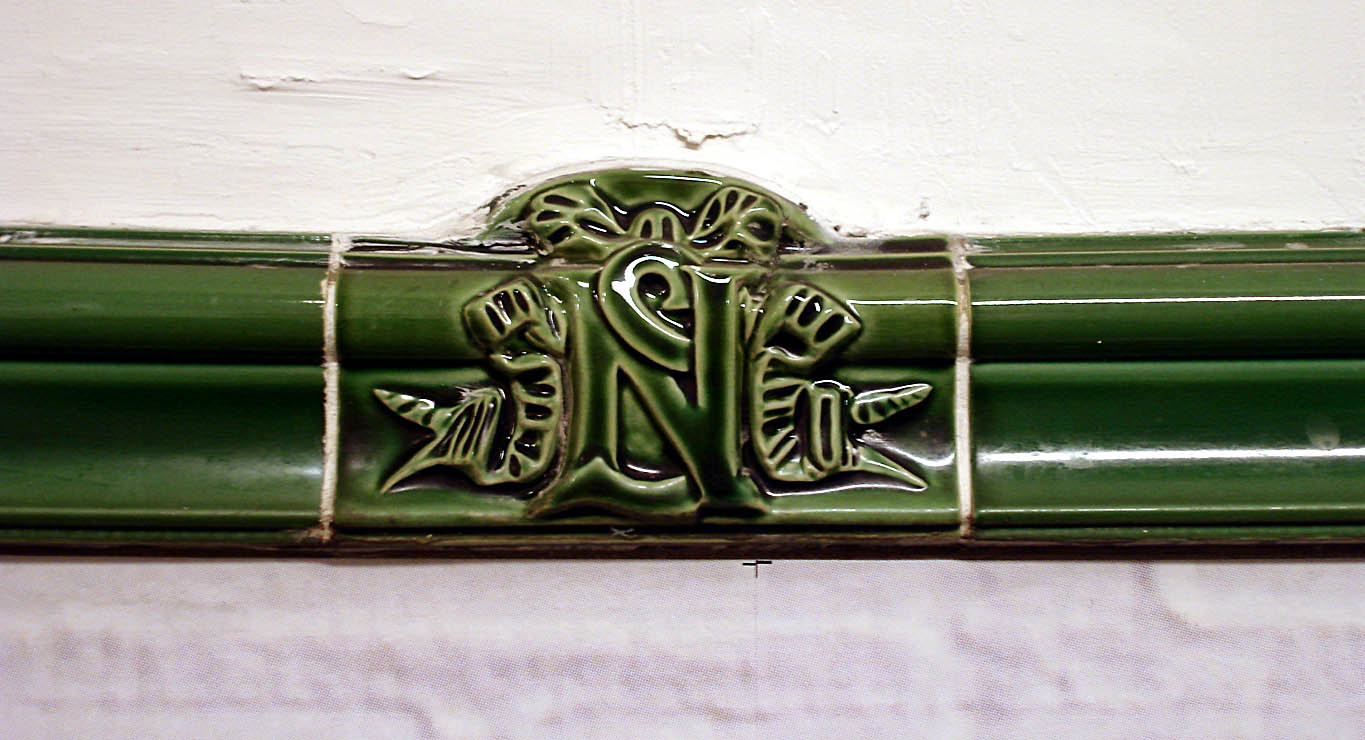
Fayence mit Emblem der Nord-Sud im Bahnhof der ehemaligen Linie A